# Die Geschichte der O (1975)
Die Geschichte der O ist ein Erotikfilm des französischen Filmregisseurs und Modefotografen Just Jaeckin aus dem Jahr 1975. Der Film basiert auf dem sadomasochistischen Roman von Dominique Aury, Geschichte der O, und schildert die Geschichte einer freiwilligen weiblichen Unterwerfung.

## Handlung
O ist eine erfolgreiche Pariser Modefotografin und sexuell submissiv und lüstern. Eines Abends bringt ihr dominanter Freund René sie zu einem unbekannten Ort, der sich als das Schloss Roissy erweist, ein Privatanwesen in gotischem Innenstil. O wird, von René gefesselt, mit verbundenen Augen und teils entblößt, in das Schloss gebracht. Roissy ist ein Anwesen, in dem sich willige submissive Frauen zu Sklavinnen ausbilden lassen, die Männern zu Diensten sein sollen – auch O hat dem zugestimmt. Sie wird entkleidet und bekommt ein Halsband umgelegt, ehe sie den Männern präsentiert und im Beisein Renés von ihnen penetriert und ausgepeitscht wird. O soll für längere Zeit auf dem Schloss bleiben, um ebenfalls zu einer Sklavin ausgebildet zu werden. Sie ist bereit, dies für René zu erdulden, der O verlässt, bis sie ihre Ausbildung abgeschlossen hat.
Zunächst bekommt O ein Zimmer zugewiesen und einen Diener namens Pierre zugeteilt; später wird sie ein Kellergewölbe gebracht, wo sie das Zeitgefühl verliert. Sie wird regelmäßig gepeitscht und muss wie die anderen Sklavinnen den Männern sexuell zu Diensten sein. Nach einer für O gefühlten Ewigkeit kehrt René zurück, um O abzuholen, die ihre Ausbildung abgeschlossen hat. Zurück in Paris befolgt sie weiter Renés Anweisungen. Dieser stellt sie schließlich seinem Freund und Mentor Sir Stephen vor und macht sie ihm zum Geschenk. O stimmt zu, Sir Stephen zu gehören. Doch während sie aus Liebe zu René bisher den Schmerz erduldet hat, muss sie sich dem noch weit dominanteren Sir Stephan ohne Liebe hingeben, der O's mangelnde Unterwerfung beklagt. O ihrerseits bewahrt ihren Stolz und ihre selbstbewusste Art und zeigt Ungehorsam gegenüber Rene, der diesen durch Sir Stephen brechen will.
O beginnt, sich in Sir Stephen zu verlieben, und stimmt zu, fortan nur ihm zu gehören. Für René soll sie das Modell Jacqueline verführen und nach Roissy bringen, damit diese dort zur Sklavin ausgebildet wird und anschließend René als Ersatz für O dienen kann. O beginnt, Jacqueline zu verführen.
Als finalen Beweis ihrer Liebe zu Sir Stephen unterzieht sie sich einer weiteren Ausbildung, die damit endet, dass sie sich freiwillig Sir Stephens Zeichen einbrennen lässt.
Die literarische Vorlage endet damit, dass O Sir Stephen, nur mit einer fantasievollen Federmaske bekleidet, auf einen exklusiven Ball begleitet. Abweichend davon endet der Film mit einer zusätzlich hinzugefügten Szene in einem Park, in der O Sir Stephen mit ihrer heißen Zigarettenspitze ein ringförmiges Brandzeichen in die Haut seiner Hand eindrückt.

## Hintergründe
- Die literarische Vorlage gewann im Februar 1955 den französischen Literaturpreis Prix des Deux Magots.
- Obwohl der Film vollkommen ohne die detaillierte Darstellung von Geschlechtsverkehr oder verbale Obszönitäten auskommt, weist er aufgrund seiner Thematik, Ästhetik und aufwendigen Ausstattung Bezüge zum Porno Chic der 1970er Jahre auf.
- Aury schrieb den Roman unter dem Pseudonym Pauline Réage und deckte ihre jahrzehntelang nur gerüchteweise bekannte Autorenschaft erst 1994 öffentlich in einem Interview mit dem amerikanischen Magazin The New Yorker auf.
- Die Schlussszene des Films wurde in Eyes Wide Shut in Dekoration und Tonalität exakt wieder aufgenommen.
- Der Film ist neben 9 1/2 Wochen eine der bekanntesten Produktionen zum Thema Sadomasochismus.
- Ebenfalls 1975 erschien Gerard Damianos Produktion The Story of Joanna, die die Romanvorlage ebenfalls aufnahm und, aus Lizenzgründen unter einem anderen Titel, wesentlich radikaler umsetzte.

## Verbreitungsbeschränkungen
Der Film löste bei seinem Erscheinen in mehreren Ländern heftige Kontroversen aus. In einigen Ländern bestehen nach wie vor Verbote und Einschränkungen bezüglich seiner Ausstrahlung, bzw. seines Besitzes oder Verkaufs.

### Deutschland
Die FSK befand 1975: „Das optisch und akustisch geschleckte sado-masochistische Machwerk könnte als lächerlicher Kitsch abgetan werden, läge ihm nicht eine sexualfaschistische Haltung zugrunde, die der Frau Existenzberechtigung nur als Lustobjekt des Mannes zubilligt.“ In einer Reihe von westdeutschen Städten protestierten 1975 Frauen gegen den Film, weil er das weibliche Geschlecht herabwürdige.
In Berlin warfen Frauen Stinkbomben und pinkelten auf Kinositze, in Bonn kettete sich eine Frau symbolisch an einen riesigen Pappmaché-Penis. Doch zu dieser Zeit, als der Höhepunkt der Sexwelle überschritten war, ging das Interesse von Presse und Rundfunk an der Skandalisierung von Filmen zurück.
Erst 1982 wurde der Film durch die Bundesprüfstelle für jugendgefährdende Schriften (BPjS) indiziert. Nach 25 Jahren Indizierung wurde er im Jahr 2008 von der Liste der jugendgefährdenden Medien gestrichen. Der Streichung ging eine Klage gegen die ursprüngliche Verwaltungsentscheidung durch den deutschen DVD-Vertreiber, die Galileo Medien AG, voran. Seit jener Neubewertung durch die Bundesprüfstelle für jugendgefährdende Medien (BPjM) darf der Film wieder in ungekürzter Fassung vertrieben werden.
In der Zweitausendeins Edition ist der Film als DVD (FSK ab 18 Jahre) seit 2009 verfügbar.
Zuvor war der Film wiederholt ungeschnitten im Nachtprogramm mehrerer deutscher Sender ausgestrahlt worden.

### Großbritannien
In Großbritannien erhielt der Film erst im Jahr 2000, nachdem er um acht Minuten geschnitten worden war, eine Freigabe durch die Zensurbehörde British Board of Film Classification (BBFC).

### Norwegen
Der Film war in Norwegen in seiner Kinofassung von 1978 bis 2003 verboten.

### Neuseeland
In Neuseeland ist der Film noch immer verboten.

## Kritiken
- „Just Jaeckins Filme kommen in einer luxuriösen Glanzverpackung daher, die Kunst vorspiegelt, obwohl es sich bestenfalls um kitschiges Kunstgewerbe im ‚Vogue‘- und ‚Playboy‘-Look handelt.“ Filmdienst, 1975
- „Dieser kommerziell äußerst erfolgreiche Film… hält sich inhaltlich zwar nah an die literarische Vorlage, doch kann der Film niemals die wahrhafte Natur der angedeuteten Schmerzen vermitteln: Wo der Text von Pauline Réage sprachästhetisch immer den ‚Anstand‘ wahrt und auch erschreckendste Details in einer oft abstrakten ‚Hochsprache‘ beschreibt, rettet sich der Film in die schamhafte Abblende, etwa in der Szene der Brandmarkung.“ Marcus Stiglegger, Kino der Extreme.[4]
- „Neben erniedrigenden Sexualakten, die O über sich ergehen lässt, werden die Frauen meistens nackt oder nur dürftig bekleidet vorgeführt, während alle Männer vollständig angezogen bleiben. Dieser Film sorgte wegen seiner unkritischen Frauen verachtenden Darstellung (Frauen wollen Männern gehören und ihnen absoluten Gehorsam schwören) bei seiner Aufführung 1975 für Protestaktionen in mehreren deutschen Städten.“ lesbengeschichte.de[5]
- „Nach heutigen Maßstäben wohnt der sexuellen Tour de force der Fotografin O (Corinne Clery) indes nur noch wenig Schockierendes inne. Nur über das vermittelte Frauenbild lässt sich zu Recht triftig streiten.“  TV SPIELFILM[6]
- „Dank gründlich entschärftem Drehbuch und gnadenlosem Pastell-Filter mit Weichzeichner-Effekt kommt der Film im bieder-schlüpfrigen Mäntelchen eines 70er Jahre Softpornos à la Bilitis daher.“ Cineman.ch[7]
- „‚Die Geschichte der O.‘ ist geschmackvolles Erotikkino aus den Siebzigern. Sympathische Hauptdarstellerin, ästhetische Erotikszenen und eine interessante Geschichte machen diesen Film zu etwas besonderen. Erwachsenes Publikum, das sich auf einen Klassiker der Erotik einlassen kann, sollte sich Just Jaeckins Film einmal ansehen.“ Sneakfilm.de[8]
- „Anfangs unrealistisch wie ein Traum mit abgeschaltetem O-Ton und darübergeblendeter Choralmusik sehen wir viktorianisch-verklemmtes erotisches Gestenspiel ohne verbale Kommunikation, überwiegend heterosexuell, femininsubmissiv, aber zur Filmmitte hin mit einer orgiastischen lesbischen Begegnung, findet die O im letzten Viertel schlussendlich die sie beglückende natürliche Erfüllung in Hündchenstellung unter einem athletischen in etwa gleichaltrigen Mann und promoviert sich zu guter Letzt zur Auch-Sadistin, indem sie ihrem Liebhaber mit einer glühenden Zigarre(te?) ihr besitzanzeigendes O einbrennt. Sicherlich eine historische Inspiration für Mehr-als-Vanillasex-Bisexuelle.“ Bisexual characters in film[9]